# Francesc Bañeras
Francesc Bañeras (Barcelona, 1786 - Santiago de Compostel·la, 1863) fou un flautista i compositor català.
Exercí com a músic major de l'exèrcit durant un cert temps, fins que l'hagué d'abandonar per haver-se negat a interpretar l'himne de Ferran VII, el Trágala. Fou contractat com a primer flautista pel Teatro alla Scala de Milà. Ocupà la mateixa plaça a la catedral de Santiago de Compostel·la a partir de 1831, i fou mestre de música del convent de San Martín.
Se li atribueix l'Himno de Riego i compongué un drama sacre amb textos de poetes gallecs, Canciones al nacimiento de Nuestro Señor Jesucristo. Publicà Explicaciones de música para la enseñanza.